# غوستاف ماس
غوستاف ماس (بالألمانية: Gustav Maass)‏ (و. 1830 – 1901 م) هو عالم نبات من ألمانيا .